# Атомарная формула
Атомарная формула, элементарная формула или просто атом, в математической логике — простейший случай логической формулы; формула, которую нельзя расчленить на подформулы.
Простейшим случаем атомов являются формулы, задающие отношения. Например утверждение «x больше 3» описывается атомом БОЛЬШЕ(x,3), где предикат БОЛЬШЕ истинен, когда первый аргумент больше второго. Аналогично записав «x любит y» как ЛЮБИТ(x, y), можно представить предложение «Саша любит Дашу», как ЛЮБИТ(Саша,Дашу).
В логике первого порядка атомы также могут включать в себя функциональные символы. Общий вид атома в этом случае таков: {\displaystyle p(t_{1},\ldots ,t_{n})}, где {\displaystyle p} — предикатный символ арности {\displaystyle n}, а {\displaystyle t_{1},\ldots ,t_{n}} — термы. Например, если ОТЕЦ(x) означает «отец человека x», предложение «Ваня любит своего отца» можно представить атомом ЛЮБИТ(Ваня, ОТЕЦ(Ваня)).